# Municipio de Burton (Ohio)
El municipio de Burton (en inglés: Burton Township) es un municipio ubicado en el condado de Geauga en el estado estadounidense de Ohio. En el año 2010 tenía una población de 4412 habitantes y una densidad poblacional de 69,91 personas por km².

## Geografía
El municipio de Burton se encuentra ubicado en las coordenadas 41°27′47″N 81°8′36″O / 41.46306, -81.14333. Según la Oficina del Censo de los Estados Unidos, el municipio tiene una superficie total de 63.11 km², de la cual 61,65 km² corresponden a tierra firme y (2,31 %) 1,46 km² es agua.

## Demografía
Según el censo de 2010, había 4412 personas residiendo en el municipio de Burton. La densidad de población era de 69,91 hab./km². De los 4412 habitantes, el municipio de Burton estaba compuesto por el 97,3 % blancos, el 0,95 % eran afroamericanos, el 0,07 % eran amerindios, el 0,41 % eran asiáticos, el 0,39 % eran de otras razas y el 0,88 % eran de una mezcla de razas. Del total de la población el 1,09 % eran hispanos o latinos de cualquier raza.